# Rheum moorcroftianum
Rheum moorcroftianum är en slideväxtart som beskrevs av John Forbes Royle. Rheum moorcroftianum ingår i släktet rabarbersläktet, och familjen slideväxter. Inga underarter finns listade i Catalogue of Life.